# Feng Zhi (Lyriker)

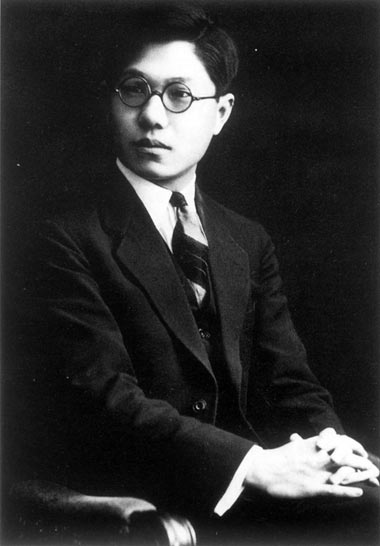
Feng Zhi

Feng Zhi 冯至 (* 17. September 1905 in Zhuoxian, Provinz Hebei; † 22. Februar 1993 in Peking) war ein chinesischer Lyriker, Übersetzer und Literaturwissenschaftler.

## Werdegang
Feng studierte zunächst Literatur und Germanistik an der Peking-Universität und zwischen 1930 und 1935 Literatur und Philosophie in Berlin und Heidelberg. 1935 promovierte er über Novalis. Nach der Rückkehr in seine Heimat lehrte er Germanistik an verschiedenen Hochschulen.

## Ehrungen
- Goethe-Medaille
- Gebrüder-Grimm-Preis
- Inter Nationes-Preis
- Großes Verdienstkreuz mit Stern der Bundesrepublik Deutschland
- 1988: Friedrich-Gundolf-Preis